# Брахманова, Мария Петровна
Мария Петровна Брахманова (28 мая 1926 года — 24 декабря 2002 года, село Валдгейм, Еврейская автономная область) — звеньевая колхоза «Заветы Ильича» Биробиджанского района Еврейской автономной области. Герой Социалистического Труда (1976).

## Биография
Родилась в 1926 году в крестьянской семье в одном из сельских населённых пунктов современной Хмельницкой области, Украина. Подростком во время оккупации была угнана в Германию на принудительные работы. После войны возвратилась на родину и, выйдя замуж, вместе с супругом в рамках государственной программы переселения в 1950 году переехала на Дальний Восток в Еврейскую автономную область. Трудилась рядовой колхозницей, звеньевой овощеводческого звена в колхозе «Заветы Ильича» Биробиджанского района. Председателем этого колхоза был Владимир Израйлевич Пеллер, удостоенный звания Героя Социалистического Труда в 1966 году.
За выдающиеся трудовые успехи в овощеводстве была награждена по итогам СемилеткаСемилетки (1959—1965) Орденом Ленина и Орденом Октябрьской Революции (1973).
В 1976 году звено Марии Боахмановой заняло передовое место в социалистическом соревновании среди овощеводов Еврейской автономной области. Указом Президиума Верховного Совета СССР от 23 декабря 1976 года «за выдающиеся успехи, достигнутые во Всесоюзном социалистическом соревновании, проявленную трудовую доблесть в выполнении планов и социалистических обязательств по увеличении производства и продажи государству зерна и других сельскохозяйственных продуктов в 1976 году» удостоена звания Героя Социалистического Труда с вручением Ордена Ленина и золотой медали Серп и Молот.
Позднее проживала в селе Валдгейм, где скончалась в декабре 2002 года.
Награды
- Герой Социалистического Труда
- Орден Ленина — дважды (30.04.1966; 1976)
- Орден Октябрьской Революции (11.12.1973).